# Hostel: Part III
Hostel: Part III è un film del 2011, diretto da Scott Spiegel, terzo capitolo ed epilogo della trilogia di Hostel. La pellicola è uscita in direct-to-video.

## Trama
Un giovane, apparentemente timido e taciturno, entra in una stanza d'hotel credendola vuota, quando in realtà è occupata da una coppia ucraina: Victor e Anka. I due, dopo un momento di imbarazzo, bevono la birra offerta dal ragazzo e misteriosamente cadono per terra, privi di sensi: si scoprirà che la birra era drogata e che il ragazzo - il cui nome è Travis - è in realtà membro dell'Elite Hunting Club (EHC), l'organizzazione criminale che, operando su scala mondiale, rapisce e vende vittime umane in una sorta di diabolica asta, per poi permettere al migliore offerente di ucciderle nei modi più disparati.
La vicenda si sposta in seguito su Scott e Amy, una giovane coppia in procinto di sposarsi. Carter, il migliore amico di Scott, si offre di organizzargli un indimenticabile addio al celibato, portandolo a Las Vegas insieme ad altri due loro amici: Justin e Mike. A tarda notte, i quattro si recano in una discoteca dove incontrano Kendra e Nikki. Le due, in realtà, sono state pagate segretamente da Carter per far sesso con Scott. Le ragazze convincono quindi i quattro amici ad andare a una festa "privata", che ha luogo in un edificio abbandonato. Qui Kendra prova a sedurre Scott, venendo però respinta: il ragazzo in passato aveva tradito Amy, rischiando di perderla, ed è fermamente deciso a non ripetere più lo stesso errore. Il giorno dopo Scott, Carter e Justin si risvegliano nella loro camera d'hotel, ma di Mike non c'è alcuna traccia.
Mike si risveglia imbavagliato in una cella fredda e non ha alcun ricordo di quello che è successo la sera prima. Due guardie, dopo averlo portato via dalla cella, lo legano su una sedia, di fronte alla quale si trovano decine di "spettatori": il ragazzo è infatti  diventato il nuovo "giocattolo" dei membri dell'Elite Hunting Club, e comincia ad essere sadicamente torturato da un dottore, che prima lo terrorizza azionando un trapano a pochi centimetri dai suoi occhi e poi, incurante delle sue suppliche, comincia a tagliarli la faccia con un bisturi, per infine strappargliela completamente, tra gli applausi compiaciuti del pubblico.
Scott, Carter e Justin, preoccupati per l'amico, decidono di recarsi a casa di Kendra per chiederle cosa sia successo la notte precedente. La ragazza non sa niente della scomparsa del ragazzo, ma rivela che anche la sua amica Nikki è misteriosamente scomparsa. Nikki, intanto, anche lei catturata dall'organizzazione, viene liberata dalla sua cella e condotta in una specie di "bara", dove un altro torturatore le versa addosso una grande moltitudine di scarafaggi, che le si infilano giù per la gola, causandone la morte per soffocamento. Scott, Carter, Justin e Kendra ricevono un messaggio dal cellulare di Mike, il quale li invita a recarsi in una stanza dell'albergo per incontrare sia lui che Nikki. Il gruppo di ragazzi giunge quindi al luogo dell'incontro, e qui vengono rapiti da Travis. I quattro si risvegliano dentro delle celle, dove è presente anche Victor (ancora in vita, a differenza di Anka che è morta). Due guardie portano via Justin, mentre Carter gli ordina di liberarlo, perché lui è un "cliente" dell'organizzazione: è stato infatti Carter a organizzare il rapimento dei suoi amici. Il ragazzo infatti essendo attratto da Amy e, profondamente invidioso di Scott, aveva inizialmente tentato di separarli rivelando alla ragazza il tradimento del suo fidanzato e, non essendoci riuscito, aveva poi pianificato di sbarazzarsi dell'amico vendendolo all'organizzazione, per poi avere Amy soltanto per sé, arrivando addirittura a sacrificare senza pietà Mike e Justin pur di raggiungere il suo scopo. Intanto arriva il turno di Justin, che viene ucciso da una donna armata di balestra e frecce, sotto gli occhi impassibili di Carter, Travis, Flemming, il capo della divisione statunitense dell'Elite e il pubblico di membri dell'organizzazione.
Dopo Justin è Scott a essere condannato a morte. Tuttavia, il ragazzo, accecato dall'ira per il tradimento di Carter, suscita interesse nei membri del pubblico, i quali decidono di non ucciderlo per poi farlo combattere con l’ex amico; combattimento che si concluderà, dopo una sanguinosa lotta, con un accoltellamento; Victor riesce nel frattempo a liberarsi dalla sua cella, ma viene ucciso da una guardia. Scott, ferito, riesce a chiamare la polizia e a liberare Kendra. Quest'ultima viene però uccisa da Travis, che a sua volta sarà ucciso da Scott. Flemming cerca di scappare dall'edificio abbandonato, convinto che l'organizzazione sia sul punto di sgretolarsi definitivamente (anche alla luce di quanto accaduto nei due precedenti capitoli della saga). Di conseguenza, l'uomo aziona il dispositivo di autodistruzione dell'edificio, per cancellare ogni prova della sua esistenza, ma Carter, ancora vivo nonostante le ferite, lo scopre e lo uccide. Il traditore poi non permette a Scott di fuggire dall'edificio sbarrandone l'entrata. Inevitabilmente quindi Scott viene coinvolto nell'esplosione dell'edificio e ne risulta apparentemente morto.
Alcuni mesi dopo Carter, il quale ha rivelato ad Amy della morte di Scott, si ritrova a cenare con lei, libero finalmente di poterla conquistare. Amy inizialmente sta al gioco, ma poi lo aggredisce furente trafiggendogli una mano con un cavatappi. Esce quindi allo scoperto Scott che, sopravvissuto all'esplosione (benché sfigurato), ha organizzato, ad insaputa dell'amico traditore, una spietata vendetta assieme alla sua promessa sposa. I due dunque immobilizzano Carter in cantina e lo uccidono spietatamente con un tosaerba.

## Critiche
Parte della critica ha sottolineato la mancanza della mano di Eli Roth, regista di Hostel e Hostel: Part II, all'interno della lavorazione. In particolare viene evidenziato come abbia una maggiore credibilità la storia di un gruppo di giovani turisti in giro per l'Europa che diventano vittime di torture in un remoto paese della Slovacchia, rispetto a quella di quattro uomini che, festeggiando un addio al celibato, si trovano vittime di carnefici a Las Vegas. Uno dei punti affrontati è la mancanza dell'atmosfera dark che può essere conferita dalle ambientazioni in alcune zone dell'Europa orientale.